# ابومنصور معمری
اَبومَنْصور مَعْمَری (مُعَّمَری) کارگزار ابومنصور محمد بن عبدالرزاق، سپهسالار و فرمانروای توس و خراسان در روزگار سامانیان بود که شاهنامهٔ ابومنصوری در دوران او تدوین شده‌است. از عبارت «درود…برمحمد (ص) و اهل بیت و فرزندان او…» در مقدمهٔ شاهنامهٔ ابومنصوری می‌توان احتمال داد که ابومنصور معمری همچون ابومنصور محمد بن عبدالرزاق، گرایش‌های شیعی داشته‌است. نام ابومنصور معمری در مقدمهٔ شاهنامهٔ بایسنقری، سعود بن المنصور المعمری آمده که در خدمت پدر ابومنصور محمد بن عبدالرزاق نیز بوده‌است.
در روزگار سامانیان که کوشش‌های فراوان برای احیاء و ترویج فرهنگ و زبان فارسی صورت می‌گرفت، ابومنصور معمری از سوی ابومنصور محمد بن عبدالرزاق مأمور شد که «خداوندان کتب [خدای‌نامه‌ها] را از دهقانان و فرزانگان» از طوس و دیگر شهرهای خراسان فراز آورد تا تاریخ و داستان‌های کهن ایران را از زبان پهلوی به فارسی دری ترجمه و تدوین کنند.
ابومنصور معمری تنی چند از دانشمندان و دهقانان زردشت زرتشتی را در طوس گرد آورد تا شاهنامه‌ای به نثر و زبان فارسی تدوین کنند آن‌ها به سرپرستی ابومنصور معمری خدای‌نامهٔ پهلوی را ترجمه کردند و آن را با داستان‌هایی از سایر منابع بسط دادند. این اثر در محرم ۳۴۶ هجری قمری به اتمام رسید و منبع اصلی فردوسی قرار گرفت. از این اثر که ‌به‌طور کلی با عنوان شاهنامه ابومنصوری از آن یاد می‌شود، به‌جز مقدمه‌ای که محتمل به قلم خود معمری است، باقی کتاب از بین رفته است. نسخه‌های فراوانی از این مقدمه که معمولاً پر اشتباه نیز هست در دست‌نویس‌های کهن شاهنامه فردوسی برجای مانده است. در این مقدمه نژاد معمری را به یکی از کنارنگ‌های ساسانی در عهد خسروپرویز رسانده‌اند. اگرچه این نسب‌نامه  مشکوک است اما به احتمال بسیار، معمری از دهقانان نژادهٔ ایرانی بوده که در آن عصر سعی در حفظ فرهنگ ایران پیش از اسلام داشته است.
براساس مقدمهٔ شاهنامهٔ ابومنصوری، ابومنصور محمد بن عبدالرزاق و ابومنصور معمری هر دو، نسب  خود را از طریق فرمانروایانی مشهور به کنارنگ به منوچهر پیشدادی می‌رسانیدند. گرچه بیرونی اینگونه سلسله‌نسب‌ها را برساختهٔ سخن‌پردازان دانسته، اما به گفتهٔ مینورسکی، سلسله‌نسب‌های این دو تن تا کنارنگ می‌تواند بهره‌ای از حقیقت داشته باشد.